# Sage Hill
Sage Hill ist ein vulkanischer Gipfel in den Shekerley Mountains im karibischen Inselstaat Antigua und Barbuda.

## Geographie
Der Hügel liegt im Südwesten der Insel Antigua in der Kette der Shekerley Mountains, nur etwa 1,5 km östlich des Boggy Peak. Er erreicht eine Höhe von 338 m. Im Osten schließt sich Signal Hill an.